# Willi Zinnkann
Willi Zinnkann (* 27. Oktober 1915 in Worms; † 23. Oktober 1997 in Büdingen) war ein deutscher Politiker (SPD).

## Leben und Beruf
Zinnkann wurde als Sohn des Politikers und späteren hessischen Staatsministers Heinrich Zinnkann in Worms am Rhein geboren. Dort verbrachte er seine Kindheit und Jugend, bis seine Familie 1929 nach Darmstadt umzog. Er besuchte die Aufbauschule in Bensheim, eine weiterführende gymnasialen Schule vor allem für Schüler ab der Jahrgangsstufe 7, die als Fahrschüler an den Schulort kamen. Nach Auflösung der Bensheimer Schule setzte er ab 1930 die Ausbildung an der Aufbauschule in Friedberg (Hessen) fort und bestand dort 1935 sein Abitur. Im Anschluss wollte er eigentlich Jura studieren, wurde aber 1936 zum Reichsarbeits- und Wehrdienst eingezogen, gegen Ende des Jahres 1939 zum Kriegsdienst im Zweiten Weltkrieg, wo er die Offizierslaufbahn einschlug.
Im Dezember 1945 wurde Zinnkann aus amerikanischer Gefangenschaft entlassen. In Passau übernahm er von Januar bis April 1946 die Aufgaben eines Grenzkommissars für das Flüchtlingswesen. 1946 wurde Zinnkann im Kreis Büdingen Kreisflüchtlingskommissar und 1948 Kreiswohnungskommissar für den Landkreis, womit er für die Unterbringung und Versorgung der Heimatvertriebenen zuständig war.

## Partei
Zinnkann war von 1929 bis 1933 Mitglied der Sozialistischen Arbeiterjugend (SAJ) und zeitweise Vorsitzender der SAJ in Darmstadt. 1945 trat er der SPD bei.

## Abgeordneter
Zinnkann war seit 1952 Ratsmitglied der Stadt Büdingen. Er gehörte von 1950 bis 1970 dem hessischen Landtag an und war dort vom 30. März 1960 bis zum 17. Oktober 1961 Vorsitzender der SPD-Fraktion.

## Öffentliche Ämter
Zinnkann war von 1962 bis 1976 Bürgermeister der Stadt Büdingen.

## Ehrungen
- Bundesverdienstkreuz I. Klasse, 1971
- Ehrenbürgerschaft der Stadt Büdingen, 1985
- Benennung der Willi-Zinnkann-Halle in Büdingen